# 유감동
유감동(兪甘同, ? ~ ?)은 조선시대 전기의 기생, 무희, 시인으로, 양반 출신 부녀자였으나 남편에게 버림받은 뒤 기녀로 생활하며 여러 남성과 연애, 세종대왕 때 남자 40여 명과 간통한 죄로 처벌 받은 여자이다. 흔히 감동이라고 부른다. 유감동의 아버지는 검한성(檢漢城)을 지낸 유귀수(兪龜壽)였고, 남편은 평강현감 최중기(崔仲基)였다. 본래는 양반가문 출신 여성이었으나 김여달이란 사람한테 강간당하였다. 이후 스스로를 기생, 창기라 부르며 여러 남자와 관계하였다.
그는 병을 핑계삼아 홀로 한성에 머무르면서 수많은 남자들과 정을 통했다. 음탕한 여자로 낙인찍혀 사헌부에 고발당한 감동이 털어놓은 불륜 상대는 39명으로 당대의 세도가들었다. 밝혀진 남성의 수만 40명이었고, 유감동은 곤장을 맞고 노비(奴婢)가 되었으나 1428년(세종 11년) 석방되었다. 시와 글을 잘 지었으나 음탕한 여인의 한사람으로 낙인찍히면서 대부분 인멸, 실전되었다.

## 이력

### 성범죄의 희생양
유감동은 검한성부사(檢漢城府使)를 지낸 유구수(兪龜壽)의 딸로 태어났으며 일찍이 기억력이 비상하였고 글을 잘 지었다. 그는 최중기(崔仲基)와 결혼하였으며, 남편 최중기는 평강현감 등을 지냈다.
본래는 양반가문 출신 여성이었으나 어느 날 김여달이란 사람한테 강간당하였다. 그러나 당시의 조선사회에서는 강간범인 김여달보다 그녀의 행실을 문제삼아 비난하였다.
정절을 잃은 사대부 여인은 남편에게 버림받고 친정에서도 받아주지 않는 것이 당연했고, 결국 스스로 죽음을 택하곤 했다. 유감동은 김여달에게 강포한 짓을 당했지만 여느 조선의 여인들과는 달리 자신을 창기라 부르며 김여달과 애정행각을 계속했다. 남편 최중기가 무안 군수로 나갔을 때 같이 갔다가 병을 핑계 삼아 먼저 돌아오기도 했다. 외로움을 견딜수 없었는지 유감동은 음란한 행실을 하기 시작했다. 남편 최중기는 그의 행실을 문제삼아 이혼하였다.

### 남편과 이혼, 기녀 생활
남편 최중기가 무안 군수로 부임할 때 감동을 데리고 갔는데, 감동이 병을 핑계로 도로 서울로 올라와 방종하게 굴자 최중기가 버렸다고 한다. 남편에게 버림받고 쫓겨났으나 친정에서도 받아주지 않았다. 이혼 후 감동은 기녀로 생활하였고, 자신을 강간한 김여달과도 계속 관계를 유지했다. 유감동과 관계했던 남자는 김여달(金如達), 이승(李升), 황치신(黃致身), 유강(柳江), 전수생(田穗生), 이돈(李敦) 등 40명이 넘었으며, 그 대부분이 양반이었다고 한다.
남편에게 버림받고 쫓겨났으나 친정에서도 받아주지 않았다. 그러나 유감동의 간통 사건은 사회적인 문제가 되어 관심을 끌게 되었다. 1427년 8월 17일 세종이 "도대체 감동이 정을 통한 남자가 몇이나 되는가?"라고 묻자, 좌대언 김자는 "이승, 이돈, 황치신, 전수생, 김여달 등이며, 몰래 간통한 사람은 이루 다 기록할 수 없을 정도"라고 보고했다. 뒤이은 사헌부의 조사에 의해 수십 명에 달하는 간통한 사람들의 명단이 밝혀졌다. 간부들의 신분은 역시 고위 관리에서 장인(匠人)에 이르기까지 다양했다.
《세종실록》에 따르면, 감동과 관계했던 남자는 40명이 넘었으며, 그 대부분이 양반이었다. 그러나 실록의 기록은 대부분 간통의 경과나 상대 남성에 대한 치죄보다는 “간통한 여인 감동”을 어떻게 치죄하느냐에 초점을 맞추었다. 결국 감동은 ‘남편을 배반하고 도망하여 개가한 자’에 해당하는 벌을 받았다. 구체적으로는 “유감동이 최중기와 부부로 살 적에 김여달(최초의 간통자)과 간통했던 바, 후에 남편과 함께 자다가 소변을 본다는 핑계로 달아나 김여달에게 갔다.”라고 하였다. 1427년(세종 9년) 9월 16일 교형(絞刑)에 처하도록 사헌부에서 계하였으나, 변방에 노비로 정죄되었다.
한편 감동과 간통한 40여 명 가운데 20명이 처벌을 받았는데, 감동이 음녀라는 이유로, 자자형(刺字刑, 먹물로 죄명을 문신으로 새기는 형벌) 및 곤장, 태형, 외방부처, 파면 등 감동에 비해 가벼운 처벌을 받았다. 다만 비접[避病]하러 가던 유감동을 강간·폭행·위협·공갈한 김여달에 대해서는 추후에 자주 극형 또는 중형을 청하는 일이 있었다.

### 처벌
세종이 직접 의금부에 와서 친국을 하였는데, 전직 영의정부터 노비에 이르기까지 다양한 인물들의 이름이 언급되자 세종은 더 이상 언급 말라며 장형만 가했다.
유감동은 기녀로 생활했지만 공식 신분은 양반이었다. 간통을 벌여 풍속을 문란하게 한 유감동과 그의 간부들에 대해 벌을 내리는 것은 쉽지 않았다. 조선의 법률에 따르면 양반 부녀자와 간통한 남자는 극형으로 다스렸으나 유감동과 관계를 맺은 사람 가운데는 조선의 국가 공신의 아들들까지 끼어 있어 형량을 결정하기 곤란했다.
조정에서는 '죽이자'와 봐주자로 의견이 갈리었다. 남성들이 주름잡던 조선 조정은 감동의 음탕함에서 비롯된 사건으로 단정짓고 유감동과 성관계를 맺은 남성들에게는 장형이나 파직 정도의 가벼운 처벌을 내렸다. 유감동에게도 변방의 관비로 보내기로 하여 목숨은 건졌다. 아버지 유귀수와 그의 일족들 역시 끌려와 곤장을 맞고, 유귀수는 파직당하였다.
사헌부는 유감동의 죄가 중한 만큼, 교수형을 처할 것을 주장했다. 하지만 세종은 변방으로 귀양 보내는 것으로 사건을 마무리했다.
1428년(세종 10년) 윤달 4월 1일 유감동(兪甘同)의 천역을 면제하여 먼 지방에 안치(安置)하였다. 그 이후의 생애는 알려지지 않고 있다. 그녀가 지은 시와 작품들은 음부(淫婦)의 작품이라 하여 인멸되거나 실전되어 전하지 않고 있다.

## 평가 및 관점
규범을 거부한 조선여성의 한사람.으로 평가된다. 그에 대한 평가는 불륜, 간통을 일으킨 범죄자라는 주장과 성리학적 도덕주의에 의한 희생양이라는 시각이 양립하고 있다. 2000년대 이후부터는 그를 피해자로 인식하는 견해가 대두되고 있다.

## 기타
유감동에 대한 가벼운 처벌을 두고 '유교사회가 무르익지 않은 조선 초기의 성풍속도를 단적으로 말해주는 사건이기도 하다.'는 시각도 있다. 유감동이 관계한 남성의 숫자도 유감동이 유부녀 이고 파트너들이 조선의 고위직이라는 점을 감안하면 '검찰당국'이 발표한 39명보다 더 많았을 것으로 추정된다. 일설에는 '어쩌면 두세 배에 이르는 1백명에 달했을 것'이라는 추정도 있다.
유감동과 동시대의 여성인 양녕대군의 딸 이구지 현주와 왕족 태강수의 전 부인이었던 어우동 등은 사형당하였다.

## 같이 보기
| - 영화 《깜동》 - 간통 / 강간 - 어리가 - 어우동 - 이구지 - 막비 - 중비 - 서산군 - 사방지 - 이순지 - 황진이 - 신사임당 | - 성리학 - 강상죄 - 사육신 - 봉석주 - 어우동 - 어유소 - 대방군부인 송씨 - 학조 - 임영대군 - 임성구지 - 남이 - 허난설헌 | - 성종 - 신윤복 - 임윤지당 |

## 참고 자료
- 강명관 (2004년 1월 5일). 〈누가 이 여인들에게 돌을 던지는가 | 감동과 어우동〉. 《조선의 뒷골목 풍경》 초 12쇄판. 서울: 푸른역사. ISBN 89-87787-74-5.
- 이상각, 《조선왕조실록:영광과 좌절의 오백년》 (들녘, 2009)
- 배상열, 《조선비화 (조선왕조실록에서 찾은 뜻밖의 조선사 이야기》 (청아출판사, 2008)
- 이덕일, 《여인열전》 (김영사, 2003)
- 김용삼, 《재미로 읽는 조선왕조실록 1》(월간조선사, 2004)
- 이수광, 《조선의 마에스트로 대왕 세종》 (샘터사, 2008)
- 이남희, 《클릭 조선왕조실록》 (다할미디어, 2008)
- 신봉승, 《신봉승의 조선사 나들이》 (답게, 1996)
- 비키 레온, 《고대의 못 말리는 여자들》 (손명희 옮김, 도서출판 꼬마이실, 2005)

## 참고 문헌
- 세종실록
- 대동야승